# Чифлик (Правищко)
Вижте пояснителната страница за други значения на Чифлик.
Чифлик  (на гръцки: Τρίτα, Трита, до 1926 година Τσιφλίκι, Цифлики) е бивше село в Гърция, разположено на територията на дем Кушница, област Източна Македония и Тракия.

## География
Селото е било разположено в долината на река Лъджа (Мармара), южно от Косруп (Месоропи).

## История

### В Османската империя
В XIX век Чифлик е село в Правищката каза на Османската империя. Съгласно статистиката на Васил Кънчов („Македония. Етнография и статистика“) към 1900 година в Чифликъ живеят 66 цигани.

### В Гърция
В 1913 година селото попада в Гърция след Междусъюзническата война. През 20-те години мюсюлманското му население се изселва по споразумението за обмен на население между Гърция и Турция след Лозанския мир и на негово място са заселени гърци бежанци, които в 1928 година са 11 семейства с 48 души, като селото е чисто бежанско. В 1926 година селото е прекръстено на Трита.
Селото пострадва в Гражданската война (1946 – 1949) и след края ѝ не е обновено.
| Година    | 1913 | 1920 | 1928 | 1940 | 1951 | 1961 | 1971 | 1981 | 1991 | 2001 | 2011 | 2021 |
| --------- | ---- | ---- | ---- | ---- | ---- | ---- | ---- | ---- | ---- | ---- | ---- | ---- |
| Население | 154  | 71   | 110  | 119  |      |      |      |      |      |      |      |      |